# Рэмзи, Калвин
Ка́лвин Уи́льям Рэ́мзи (англ. Calvin William Ramsay; 31 июля 2003, Абердин) — шотландский футболист, защитник английского клуба «Ливерпуль» и сборной Шотландии.

## Клубная карьера
Воспитанник футбольной академии «Абердина». 20 марта 2021 года дебютировал в основном составе «Абердина» в матче шотландского Премьершипа против «Данди Юнайтед». 22 июля 2021 года дебютировал в еврокубках, выйдя в стартовом составе в матче 2-го квалификационного раунда Лиги конференций УЕФА против шведского «Хеккена».
В июне 2022 года перешел в английский клуб «Ливерпуль», подписав пятилетний контракт. Сумма трансфера составила 4 млн фунтов, ещё 2,5 млн фунтов было предусмотрено в виде бонусов.
1 ноября 2022 года Рэмзи дебютировал за «Ливерпуль», выйдя на замену на 87-й минуте матча с «Наполи» в Лиге чемпионов УЕФА.

## Карьера в сборной
Выступал за сборные Шотландии до 16, до 17 лет и до 21 года.
16 ноября 2022 года дебютировал за главную сборную Шотландии в товарищеском матче против сборной Турции.